# عيسى ثياو
عيسى ثياو (بالفرنسية: Issa Thiaw)‏ هو لاعب كرة قدم سنغالي في مركز الوسط، ولد في 12 أكتوبر 1992 في يوف في السنغال. لعب مع كووبيون بالوسيورا ونادي إلفيس.

## وصلات خارجية
- عيسى ثياو على موقع قاعدة بيانات كرة القدم.إي يو (الإنجليزية)
- عيسى ثياو على موقع Soccerway.com (الإنجليزية)
- عيسى ثياو على موقع عالم كرة القدم.نت (الإنجليزية)